# باميلا كلارك
باميلا كلارك (بالإنجليزية: Pamela Clark)‏ هي طاهية ومؤلفة أسترالية، ولدت في 1944 في أستراليا.